# Farasanski otoci
Farasanski otoci (ar. جزر فرسان; transliterirano: Juzur Farasān) su mala skupina koraljnih otoka u  Saudijskoj Arabiji, oko 40 km od obale Jizana u Crvenom moru.
Vlada osigurava besplatne vožnje trajektom dva puta dnevno do otoka Farasan iz luke Jizan. Najveći otok otočja je Farasan; drugi veći su Sajid i Zufaf. Otoci su popularna turistička destinacija. Posljednjih je godina saudijska vlada pokušala povećati turističku kvalitetu i vrijednost (kao dio većeg turističkog pokreta u zemlji) otočja kako bi privukla još više posjetitelja.

## Povijest
U 1. stoljeću nove ere otoci su bili poznati kao Portus Ferresanus. Na otoku je pronađen latinski natpis iz 144. godine koji svjedoči o izgradnji rimskog garnizona.
Vjeruje se da su otoci možda bili priključeni rimskoj provinciji Arabiji Felix, prije nego što su prebačeni u Egiptus nešto prije 144. godine.
Ta bi činjenica učinila Farasansko otočje najudaljenijom rimskom ispostavom (barem do trećeg stoljeća), udaljenu skoro 4,000 km od grada Rima.
Tako je ostalo sve do arapskog muslimanskog osvajanja otoka i kasnije islamizacije. Nadalje, važno je istaknuti da su nedavne studije otkrile da u lokalnom jeziku postoje neke posuđenice iz latinskog.

## Klima
Klimu u arhipelagu Farasan karakterizira duga vruća sezona (travanj-listopad) i kratka blaga (studeni-ožujak). U dugom sušnom razdoblju uglavnom dominiraju visoke temperature. Srednja godišnja temperatura je 30°C. Nadalje, srednja relativna vlažnost zraka zimi se kreće od 70% do 80%, a ljeti između 65% i 78%. Najviše oborina pada u travnju, a oborine su uglavnom nepredvidive u južnom dijelu Crvenog mora.

## Priroda
Morsko utočište otoka Farasan je zaštićeno područje. Na otočju žive arapske gazele, a zimi borave i ptice selice iz Europe. Oceanske životinje uključuju mante, kitopsine, i nekoliko vrsta morskih kornjača, uključujući ugrožene i kritično ugrožene goleme i karetne želve, dugonge, i nekoliko vrsta dupina i kitova koje povremeno posjećuju drugi poput orke.

## Gospodarstvo
Nakon što je 1912. francuski inženjer istražio površinske izvore nafte na otocima, dodijeljene su koncesiju na 75 godina za naftna polja u Crvenom moru. U to su vrijeme otoci Farasan imali malu ribarsku industriju.
Turizam i ribarstvo također igraju važnu ulogu u gospodarstvu. Otok Farasan trajektom je povezan s lukom Jezan.

## Galerija
- Kuća Al-Rifai
- Kuća Al-Rifai, interijer
- Kuća Al-Rifai, detalj
- Osmanska utvrda
- Džamija Al-Najdi
- Plaža
- Satelitska snimka (ISS)
- Ras Shada
- Galebovi na plaži

## Vanjske poveznice
- Saudi Aramco World: Dreaming of Farasan
- Farasan Island, a diver's paradise  Arhivirana inačica izvorne stranice od 2. ožujka 2016. (Wayback Machine), Splendid Arabia: A travel site with photos and routes